# 이나정 (사이타마현)
이나정(일본어: 伊奈町 이나마치[*])은 일본 사이타마현 중동부에 위치한 기타아다치군의 정이다.

## 지리
간토평야 안에 있어 정역은 모두 평지이고 산이 없다. 동쪽의 경계를 아야세강이, 서쪽의 경계를 하라이치누마강이 흐른다. 신칸센의 고가가 정내를 분단하고, 도호쿠 신칸센이 정의 남부를, 조에쓰 신칸센이 중북부를 따라서 등뼈와 같이 남북으로 통과하고 있다.
정내 서부에는 일찍이 고쿠사이 전신전화 주식회사(현 KDDI)의 통신 시설이 있었고 그 주변은 삼림이었다. 연수 시설이나 학교 등이 되어 있는 현재도 지역 주민들에게 "무선산"으로 불리고 있다.
이전에는 배, 포도 등을 재배하는 전형적인 농촌이었지만 사이타마 신도시 교통 이나선을 시작으로 교통로의 정비, 교육 시설의 유치 등과 함께 택지 조성이 급속히 진행되고 있다.

## 역사
정명은 에도 시대 초기의 간토 구니요로 도네강 동천사업을 행한 무사시 고무로번주 이나 다다쓰구를 배출한 이나씨 저택이 있었던 것과 연관된다.
- 1943년 7월 15일 - 고바리촌과 고무로촌이 합병해 이나촌이 되었다.
- 1970년 11월 1일 - 정으로 승격해 이나정이 되었다.
- 2007년 - 인구가 4만 명을 넘었다.

## 인구
| 연도 | 인구   | ±%      |
| ---- | ------ | ------- |
| 1920 | 5,726  | —       |
| 1930 | 5,881  | +2.7%   |
| 1940 | 6,091  | +3.6%   |
| 1950 | 7,327  | +20.3%  |
| 1960 | 6,755  | −7.8%   |
| 1970 | 10,112 | +49.7%  |
| 1980 | 21,005 | +107.7% |
| 1990 | 27,100 | +29.0%  |
| 2000 | 32,216 | +18.9%  |
| 2010 | 42,463 | +31.8%  |

## 교통

### 철도
- 사이타마 신도시 교통 이나선